# Andowiak wątły
Andowiak wątły (Thomasomys hudsoni) – gatunek ssaka z podrodziny bawełniaków (Sigmodontinae) w obrębie rodziny chomikowatych (Cricetidae).

## Zasięg występowania
Andowiak wątły występuje endemicznie tylko w dwóch stanowiskach w południowo-zachodnim Ekwadorze.

## Taksonomia
Gatunek po raz pierwszy zgodnie z zasadami nazewnictwa binominalnego opisał w 1923 roku amerykański zoolog i paleontolog Harold Elmer Anthony nadając mu nazwę Thomasomys hudsoni. Holotyp pochodził z Bestión, na wysokości 10 100 ft (3078 m), w prowincji Azuay, w Ekwadorze. 
Autorzy Illustrated Checklist of the Mammals of the World uznają ten takson za gatunek monotypowy.

### Etymologia
- Thomasomys: Oldfield Thomas (1858–1929), brytyjski zoolog, teriolog; gr. μυς mus, μυος muos „mysz”[7].
- hudsoni: W.C. Hudson, pracownik South American Development Company[8].

## Morfologia
Długość ciała (bez ogona) 80–93 mm, długość ogona 110–120 mm, długość ucha 10–18 mm, długość tylnej stopy 17–26 mm; brak danych dotyczących masy ciała. 

## Ekologia
Tryb życia: naziemny.

## Populacja
Gatunek słabo rozpowszechniony.